# مضلع مقعر

مثال على مضلع مقعر.

المضلع المقعر (بالإنجليزية: Concave polygon) هو كل مضلع يحوي زاوية داخلية على الأقل منعكسة (ذات قياس أكبر من 180 درجة)، ويقطع امتداد ضلع فيه أي ضلع آخر من أضلاع المضلع. يكون من الممكن تقسيم المضلع المقعر إلى مجموعة من المضلعات المحدبة.